# Gijsbert III van Bronckhorst
Gijsbert III van Bronkhorst (vermeld 1230 - overleden in of kort voor 1241) was heer van Rekem en heer van Bronkhorst. Hij was de zoon van Willem I van Bronckhorst (vermeld 1191/96 - 1226).
In 1230 ruilt van Bronckhorst goederen met 't Klooster Bethlehem. Getuige van Bisschop Willebrand van Utrecht.
Gijsbert trouwde vóór 1230 met Kunigonda van Oldenburg, dochter van Maurits I van Oldenburg, graaf van Oldenburg 1167-1209, en Salome van Are. Kunigonda was weduwe van een Van Ahaus, waarschijnlijk Godfried van Ahaus (laatst vermeld in 1226).
Gijsbert en Kunigonda werden de ouders van:
- Willem II van Bronckhorst (eerste vermelding 1241 - overleden voor 1294), trouwde met Ermgard van Randerode
- Gijsbert van Bronckhorst (Ovl. Bremervörde, 18 november 1306), aartsbisschop van Bremen

Gijsbrecht zegelt in afwijking van latere Van Bronkhorsten niet met een leeuw, maar met een beurtelings gekanteelde dwarsbalk.

## Bron
- Henri Vermeulen, 'Het geslacht Van Bronkhorst en de boedelscheiding van 26 oktober 1328', in: De Nederlandsche Leeuw 123 (2006) nr. 3, kolom 100-102
- Van Spaen, 1801, Deel I, blz. 281-2